# Apricena
Apricena – miejscowość i gmina we Włoszech, w regionie Apulia, w prowincji Foggia.
Według danych na rok 2004 gminę zamieszkiwało 13 638 osób, 79,8 os./km².